# Dialetti della lingua armena

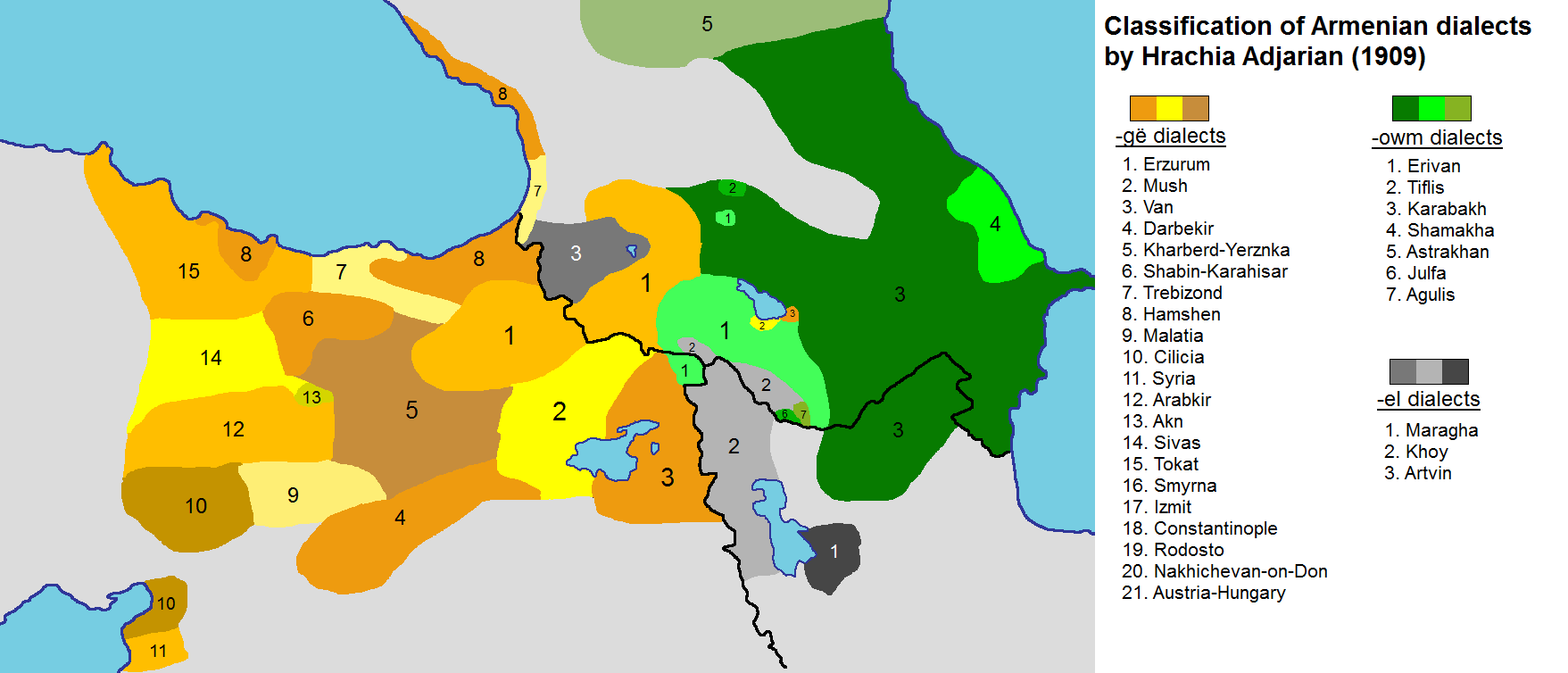
Classificazione delle varietà linguistiche armene di Adjarian.

La lingua armena è considerata una macrolingua caratterizzata da diverse dozzine di varietà linguistiche che vengono chiamate solitamente dialetti, nell'accezione di "lingua vernacolare prevalente nell'uso informale presso ciascuna comunità". Tuttavia, il genocidio armeno ha causato l'estinzione della grande maggioranza di queste e ad oggi ne esistono essenzialmente due forme standardizzate: l'armeno occidentale e l'armeno orientale.

## Storia della classificazione

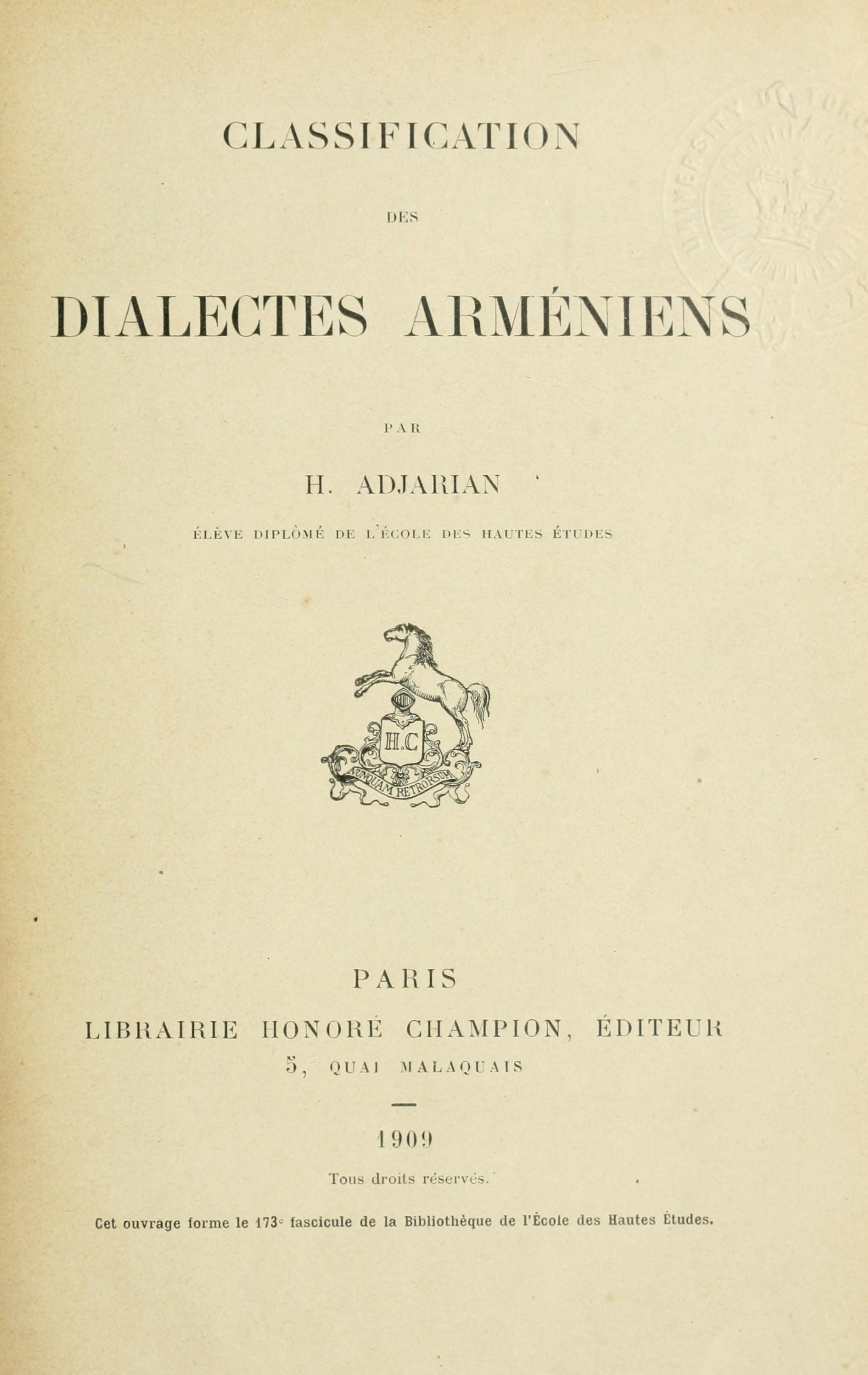
Il frontespizio dell'edizione francese del 1909.

Allo stato attuale tra i linguisti vi è assenza di accordo riguardo al considerare le moderne varianti dell'armeno come dialetti o lingue a sé, tuttavia, un primo tentativo di classificazione le varietà linguistiche dell'armeno fu opera di Hrachia Adjarian. Nel 1909 Adjarian pubblicò a Parigi il libro Classification des dialetes arméniens ("Classificazione dei dialetti armeni"), il quale era a sua volta la traduzione francese della sua opera originale Hay Barbaṙagitutʿiwn ("Dialettologia armena"), che fu successivamente pubblicata nel 1911 a Mosca e a Naxçıvan sul Don. Il testo era ricco di esempi dialettali (mancanti nella traduzione francese) raccolti nei territori all'epoca abitati dagli armeni e oggi parte di stati quali l'Armenia, l'Azerbaigian, la Georgia, l'Iran e la Turchia.
Sulla base delle particelle del presente e dell'imperfetto, Adjarian propose una suddivisione delle varietà linguistiche armene in tre sottogruppi dialettali:
- Dialetti -owm (-ւ)
- Dialetti -gë (-֯֨)
- Dialetti -el (-ͥ֬)

In seguito al genocidio armeno, diversi linguisti, tra cui Gevorg Jahukyan, Jos Weitenberg, Bert Vaux e Hrach Martirosyan, ripresero gli studi sulle varietà linguistiche armene.